# Giampiero Vitali
Giampiero Vitali, all'anagrafe Giampietro, (Milano, 1º agosto 1940 – Milano, 20 maggio 2001) è stato un calciatore, allenatore di calcio e dirigente sportivo italiano, di ruolo difensore.
È deceduto nel 2001, a 60 anni.
Complessivamente, da calciatore, ha totalizzato 81 presenze e 2 reti in Serie A con le maglie di Lazio, Fiorentina e Brescia, 124 presenze e 9 reti in Serie B con Triestina, SPAL e Massese, 255 presenze e 25 reti in Serie C con le maglie di Fanfulla e Massese. Con i bianconeri toscani ha ottenuto una promozione dalla Serie C alla Serie B, stabilendo ancora oggi il primato di partite disputate in campionato con 245 presenze.
Cessata l'attività agonistica ha avuto una ventennale esperienza da allenatore (all'attivo ben 13 campionati di Serie B), guidando fra l'altro per due stagioni il Parma prima dell'avvento di Nevio Scala e il Palermo in due riprese. Ha ottenuto un'ammissione al nuovo campionato di Serie C1 con l'Empoli (stagione 1977-1978), una promozione dalla C1 alla B nel 1982-1983 sempre alla guida dell'Empoli ed ha chiuso la carriera alla Carrarese, all'epoca in Serie C1, nel 1997-1998, quando ingaggiato come Direttore Tecnico, la dirigenza gli chiese di tornare ad allenare (con la squadra relegata all'ultimo posto in classifica), riuscendo nell'impresa di salvare i toscani.
In totale, da allenatore professionista, ha diretto 539 partite in campionato, di cui 317 in Serie B, 154 in Serie C1 e 68 in Serie C2.
Dal 2001, anno della sua scomparsa, viene organizzato annualmente in Toscana un evento sportivo in memoria, che richiama grandi personaggi del mondo dello sport.
Nel 2020 gli viene intitolato lo Stadio degli Oliveti di Massa.

## Carriera

### Giocatore

Gianpiero Vitali con la maglia della Triestina, Serie B 1962/63.

Difensore di ottime doti, dal sinistro potente e preciso, nasce calcisticamente nel S.S.D. Ausonia di Milano per poi passare, giovanissimo, al Fanfulla in Serie C.
Con la squadra di Lodi si affaccia al calcio professionistico disputando tre campionati (dal 1959 al 1962) e mettendosi subito in evidenza tanto da meritare la attenzioni del CT Giuseppe Galluzzi (con la supervisione dell'ora vice presidente FIGC Artemio Franchi) che lo convoca in Nazionale C. Sempre titolare nelle quattro partite della stagione internazionale 1962, Vitali scende in campo con la maglia dell'Italia contro Eire (doppio confronto a Dublino e Rimini), Irlanda del Nord (a Belfast) e Malta (a Salerno).
Per la stagione 1962-1963 viene prelevato dalla Triestina, con la quale esordisce in Serie B. Due campionati di alto livello tra i cadetti con la squadra alabardata gli valsero l'acquisto da parte della Lazio, in Serie A.

Vitali in ritiro all'Abetone con la Lazio, estate 1964

Vitali contrasta Sivori in Lazio-Juventus, Serie A 1964/65

Vitali con la maglia della Fiorentina, campionato di Serie A 1966/67

Nella Capitale rimane due anni, debuttando all'Olimpico il 4 ottobre 1964 (Lazio-Inter 1-1) e segnando il primo gol nella massima serie il 14 novembre 1965 (Lazio-Spal 2-2) su punizione, considerata una sua specialità.
Nel 1966 viene ingaggiato dalla Fiorentina impegnata su diversi fronti tra coppe e campionato ed il suo apporto risulta come sempre, generoso, collezionando tra l'altro due presenze in Coppa delle Coppe e una nella Mitropa Cup.
Nel campionato 1967-1968 si trasferisce a Brescia, sempre in Serie A e, l'anno seguente, a Ferrara con la SPAL, in Serie B. 

Vitali, "il capitano" della Massese anni settanta, 275 presenze totali

A novembre del 1969, trentenne, accetta l'offerta della Massese, le cui ambizioni sono quelle di affrontare un campionato di vertice in Serie C. Giunto a Massa nella completa maturità calcistica, vive con gli apuani una seconda giovinezza e conquista subito una storica promozione in Serie B. Da qui diventa il punto di riferimento di molte “Massesi”: otto stagioni da capitano, con la bellezza di 245 partite disputate in campionato e altre 30 di Coppa Italia, ancora oggi il massimo delle presenze dei calciatori bianconeri di tutti i tempi, segnando, tra l'altro, una trentina di reti, sempre su calci piazzati.

### Allenatore

Vitali durante un'intervista ad Empoli, stagione 1982/83, culminata con la promozione in Serie B

Conclusa l'attività agonistica, frequenta il Supercorso di Coverciano di Italo Allodi e intraprende la carriera di allenatore. Dopo le prime esperienze alla Massese come allenatore-giocatore, guida l'Empoli nella stagione 1977-1978 (anno che prevedeva la cancellazione della Serie C come campionato unico) e raggiunge con i toscani l'ammissione al nuovo campionato di Serie C1 (decimo posto finale).
La stagione seguente è sulla panchina del Pisa di Romeo Anconetani, ma i rapporti con il burrascoso presidente (che, nell'ambiente sportivo, si guadagnò l'appellativo di “ammazza allenatori”) sono tutt'altro che facili e la collaborazione con i nero-azzurri si interrompe prematuramente nonostante la squadra fosse al comando del Girone B della C1 (alla fine saranno ben tre i tecnici che Anconetani alternerà alla corte pisana).
Poi allena per due stagioni la Lucchese, in Serie C2, raggiungendo un terzo ed un quarto posto finale.
Nel 1981-1982, a campionato in corso, viene nuovamente chiamato dall'Empoli che naviga nei bassifondi della classifica e riesce a traghettare gli azzurri alla salvezza, ottenendo la permanenza in Serie C1.
L'anno seguente è confermato alla guida della società toscana e centra la promozione in Serie B, grazie anche ad un'attenta gestione del reparto difensivo, che subirà appena 14 gol in tutto il campionato. Da qui, a parte una parentesi ancora ad Empoli, tanta Serie B. Saranno ben 13 i campionati sulle panchine della serie cadetta, a partire dall'ambiziosa piazza di Perugia, stagione 1983-1984. 

Vitali alla guida del Taranto, qui durante lo spareggio vittorioso ad Ascoli contro la Casertana, valevole per la permanenza in Serie B, campionato 1991/92

Poi Varese e Sambenedettese, con la quale ottiene un'importante salvezza.
Nel campionato 1986-1987 viene chiamato sulla panchina del Campobasso, fanalino di coda nella gestione svedese di Tord Grip, con soli 12 punti in tutto il girone di andata. Con Vitali la squadra risale posizioni in classifica fino ad arrivare a 33 punti e raggiunge il quart'ultimo posto a pari merito con Lazio e Taranto. Lo spareggio a tre vide soccombere i molisani dopo la drammatica partita persa 1-0 contro la Lazio al S. Paolo di Napoli.
A novembre del 1987, dopo la settima di campionato, sostituisce Zdeněk Zeman sulla panchina del Parma, dopo la secca sconfitta per 3-1 a Bologna. La squadra ha solo quattro punti, ma il cambio di panchina è favorevole e l'esordio è brillante: un perentorio 3-0 (doppietta di Zannoni e gol di Turrini) al Piacenza, al momento compagine di alta classifica. Grazie alla propria esperienza nella “cadetteria”, Vitali porta il Parma a raggiungere posizioni di classifica più consone alle ambizioni della piazza, terminando il campionato al decimo posto, a pari merito con l'Udinese. Per il buon lavoro svolto fu confermato dalla società crociata nel successivo campionato 1988-1989, dove migliorò il piazzamento precedente e saldò ulteriormente i rapporti con il gruppo ed i tifosi (toccante il saluto che la tifoseria della Curva Nord gli dedicò nella partita di commiato al Tardini).
L'anno seguente Vitali cede alle lusinghe del Como, appena sceso dalla Serie A. Le premesse sono quelle di una pronta risalita nella massima serie, ma il campionato ridimensiona implacabilmente velleità e ambizioni. Gli acquisti non si rivelano all'altezza e le incertezze dei singoli incidono sull'andamento della squadra. Vitali (9 punti in 11 partite) viene sostituito da Giovanni Galeone, ma il cambio di panchina (10 punti in 18 gare) non fa altro che peggiorare le cose e i lariani chiudono addirittura al penultimo posto lasciando la B insieme a Catanzaro, Licata e Monza. Rimane la consolazione di aver valorizzato il debuttante Andrea Fortunato, classe 1971, terzino della Primavera, voluto fortemente da Vitali in prima squadra (esordio in Serie B a Pescara, il 22 ottobre 1989) che proseguirà la propria carriera fino alla Juventus, prima che un tragico destino fermi l'ascesa del giovane campione.
La stagione 1990-1991 vede il ritorno su una panchina di Serie C1, ancora ad Empoli, con un piazzamento finale a ridosso delle promosse Piacenza e Venezia (quest'ultima dopo lo spareggio con il Como). In quella stagione si segnala un altro esordio importante tra i professionisti, quello dell'attaccante Vincenzo Montella, non ancora diciassettenne, schierato da Vitali fin dal primo minuto nella partita casalinga contro il Varese.
Nel campionato 1991-1992 viene chiamato dal Taranto, ultimo in Serie B e un passivo di cinque sconfitte consecutive, in sostituzione di Walter Nicoletti e riesce a conquistare una salvezza tanto sofferta quanto meritata, quasi miracolosa. In quella stagione, Venezia, Taranto, Casertana e Palermo si classificarono a pari punti al terzultimo posto. In base alla classifica avulsa, il Palermo, ultimo con 4 punti, retrocesse in compagnia delle già condannate Messina e Avellino; il Venezia, primo per miglior differenza reti rispetto al Taranto, si salvò, mentre il Taranto dovette affrontare la Casertana nello spareggio al Del Duca di Ascoli per la permanenza in Serie B. Una gara combattuta fino all'ultimo istante: il pareggio alla fine dei tempi regolamentari (prima il vantaggio tarantino con Turrini, poi il pari al 67' di Benito Carbone), costringe le due squadre ai supplementari. La grinta del Taranto viene premiata al 110' con un gol in contropiede di Fresta che chiude definitivamente la gara e sancisce la salvezza dei salentini.
Il successivo campionato di Serie B 1992-1993, sull'onda dell'entusiasmo della brillante salvezza ottenuta nel campionato precedente, viene confermato sulla panchina del Taranto. La squadra tuttavia, all'ombra di seri problemi societari, non risponde agli stimoli e Vitali viene sollevato dall'incarico. Il Taranto, affidato a Giuseppe Caramanno, non riesce a salvarsi e la società nel luglio del 1993 verrà dichiarata fallita.
I campionati successivi vedono Vitali ancora su panchine di Serie B, a Modena, Palermo (in due riprese) e Pistoiese.
Nell'estate del 1997 è convinto da Luciano Grassi, patròn della Carrarese, ad assumere la carica di Direttore Tecnico dei marmiferi, che militano in Serie C1. Ma durante quella stagione i risultati sul campo della squadra allenata da Piero Braglia non si rivelano pari alle attese e neppure il cambio di panchina (Simone Boldini dalla decima di campionato) produce gli effetti sperati. Alla fine del girone di andata la Carrarese si ritrova ultima con appena dieci punti in classifica e una sola vittoria all'attivo. In una tale situazione, apparsa ai più disperata (mai nella storia moderna giallo-azzurra un girone d'andata era stato così disastroso), la Società riesce a convincere Gianpiero Vitali a prendere in mano la squadra. Grazie alla propria esperienza di tecnico navigato oltre alle proprie capacità tecnico-tattiche e alla grande maestrìa nel preparare le gare e poi nel saperle gestire, gli azzurri raggiunsero una salvezza inaspettata, raccogliendo la bellezza di 32 punti in 19 partite (vincendo anche il doppio confronto ai play-out contro il Prato).
Nella stagione 1998-1999, nonostante le insistenze della Società carrarese di continuare a dirigere la squadra dalla panchina, preferisce tornare a svolgere il ruolo di Direttore Tecnico e contribuisce in maniera determinante a costruire la squadra che sfiorerà i play-off. Rimane con i giallo-azzurri anche la stagione successiva 1999-2000 sempre in Serie C1.
A settembre del 2000 la FIGC gli affida il compito di Responsabile Tecnico della Nazionale Italiana Under 16 per le regioni Toscana, Umbria e Marche. A dicembre dello stesso anno i primi sintomi della malattia che tuttavia non gli impediscono, con grande spirito di abnegazione, di assolvere le proprie mansioni fino alla fine di aprile del 2001, prima della prematura scomparsa avvenuta a Milano il 20 maggio dello stesso anno.

## Palmarès

### Giocatore

#### Competizioni nazionali
- Serie C: 1

Massese: 1969-1970

### Allenatore

#### Competizioni nazionali
- Serie C1: 1

Empoli: 1982-1983